# Архитектура Уссурийска
Архитектура Уссурийска, в особенности его исторического центра, представляет собой созданный в XIX—XX веках один из примечательных архитектурных комплексов Дальнего Востока России.
Уссурийск, основанный в 1866 году, до 2010 года входил в список исторических поселений Российской Федерации. В городе находится 157 объектов культурного наследия, из них 127 — это памятники градостроительства и архитектуры, в том числе 6 ансамблей застройки.

## Основные этапы застройки города

### Основание Уссурийска
История Уссурийска началась с основания переселенцами в 1866 году села Никольского. Сведения об основателях села противоречивы. Н. А. Крюков в работе «Опыт описания землепользования у крестьян Амурской и Приморской областей» называет основателями Никольского 13 семей из Астраханской губернии и одну из Воронежской. Заведующий переселенческим управлением Ф. Ф. Буссе в работе «Переселение крестьян морем в Южно-Уссурийский край в 1883—1893 гг.» даёт иные сведения: «село Никольское [образовали] на р. Суйфун, где река делает поворот своего течения с западного на южное, где поселились 19 семей, в числе 124 душ».
Село начало быстро развиваться, превращаясь как в центр сельскохозяйственной округи, так и в центр торгово-промышленный. По сообщениям Н. М. Пржевальского, в конце 1860-х годов в Никольском насчитывалось 52 двора (вместе с выселком Суйфунская — Раздольное, где было всего 5 дворов) и проживало 313 душ обоего пола.

#### Первые строения

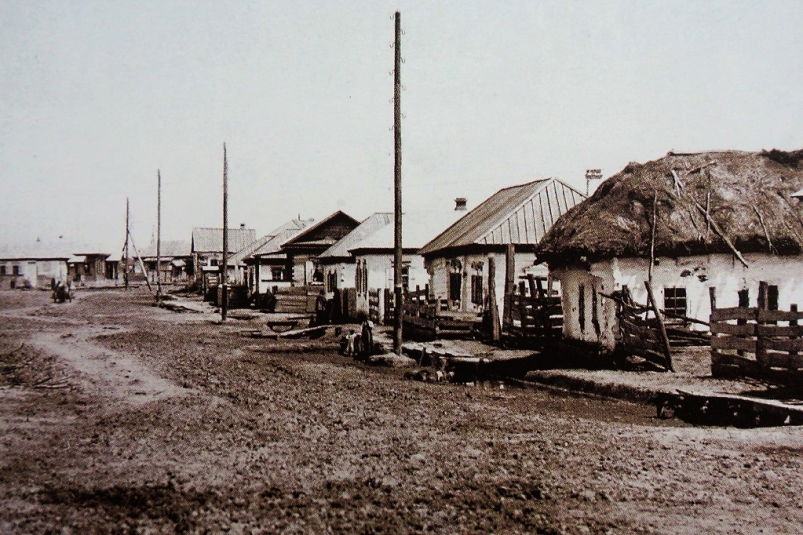
Село Никольское. 1890-е годы.

В селе до конца 1880-х годов не было кирпичных строений. Дома строились из дерева, в сруб; крыши крылись тёсом. Своим видом они походили на глинобитные мазанки, типичные для Малороссии и южнорусских окраин. Переселенцы обшивали срубы дранкой, обмазывали глиной и белили, сохраняя привычный для себя облик жилища.
Никольское располагалось на высокой пойменной террасе, между древней старицей Суйфуна (Солдатское озеро) и его левым притоком Тудагоу (Раковка). Первая улица поселения — Большая, позже Николаевская, сегодня Краснознамённая — вытянулась вдоль правого берега Тудагоу. В 1870-х годах застраивается улица Мичуринская (Калинина). Наметились поперечные улицы: Астраханская (Сибирцевых), Назаренковская (Лазо), Корсаковская (Тимирязева). В начале 1880-х начинают застраиваться улицы Хабаровская (Ленина) и Занадворовская (Чичерина).
В 1880 году писатель В. В. Крестовский в работе «Посьет, Суйфун и Ольга. Очерки Южно-Уссурийского края» охарактеризовал внешний облик Никольского:

Большинство строений в селе бревёнчатые, обмазанные снаружи белою глиной; есть и двухэтажные дома с мезонинами, крылечками и расписными ставнями; есть и лавки с «панскими» и колониальными товарами; улицы широки и разбиты правильно, кое-где попадаются даже фонари. Деревянная церковь отличается благообразною постройкой, подобающею православному храму, — не то что во Владивостоке, где единственную церковь отличишь от казённого провиантского сарая разве по тому только, что над нею торчит маленький деревянный крестик— Писатель В. В. Крестовский.

### 1881—1898. Начало регулярной застройки
В 1881 году чиновником Южно-Уссурийского переселенческого управления Л. А. Кропоткиным составлен первый план села Никольского. Начальник Южно-Уссурийского округа Н. Г. Матюнин писал в 1881 году в рапорте военному губернатору: «Находившемуся здесь в то время князю Кропоткину предложено снять план села Никольского и разбить его и окрестности на законом установленные участки (надворные). Князь Кропоткин составил план… …обозначил кварталы бороздами». На планировку села существенно повлияло строительство Уссурийской железной дороги, протянувшейся к востоку от поселения. В 1893 году открыто пассажирское и товарное сообщение между Никольском и Владивостоком, построено каменное здание вокзала. Постепенно стал застраиваться левый берег Раковки. На картах появляются западная и восточная части села.
Ещё в 1870-х годах на юго-западной окраине села возникает военное поселение, которое начинает быстро расти с 1880-х годов. В 1884 году в северо-восточном углу поселения (между ул. Агеева и ул. Лермонтова) построены первые кирпичные казармы и служебные помещения. Естественной границей поселения стал земляной вал, вдоль которого образовалась улица Бульварная (Агеева). К концу 1880-х поселение в «крепости» производило положительное впечатление благодаря кирпичной застройке и благоустроенным улицам с озеленением.
План князя Кропоткина обозначил правильную разбивку кварталов поселения, изменив ориентацию продольных улиц с северо-восточного направления на северное. Бульварная и Занадворовская улицы теперь пересекались, образовав равнобедренный треугольник с отрезком Николаевской улицы в основании. Вершину этого треугольника, до Унтербергеровской улицы (Некрасова), занял быстро растущий китайский квартал с фанзами и базаром.

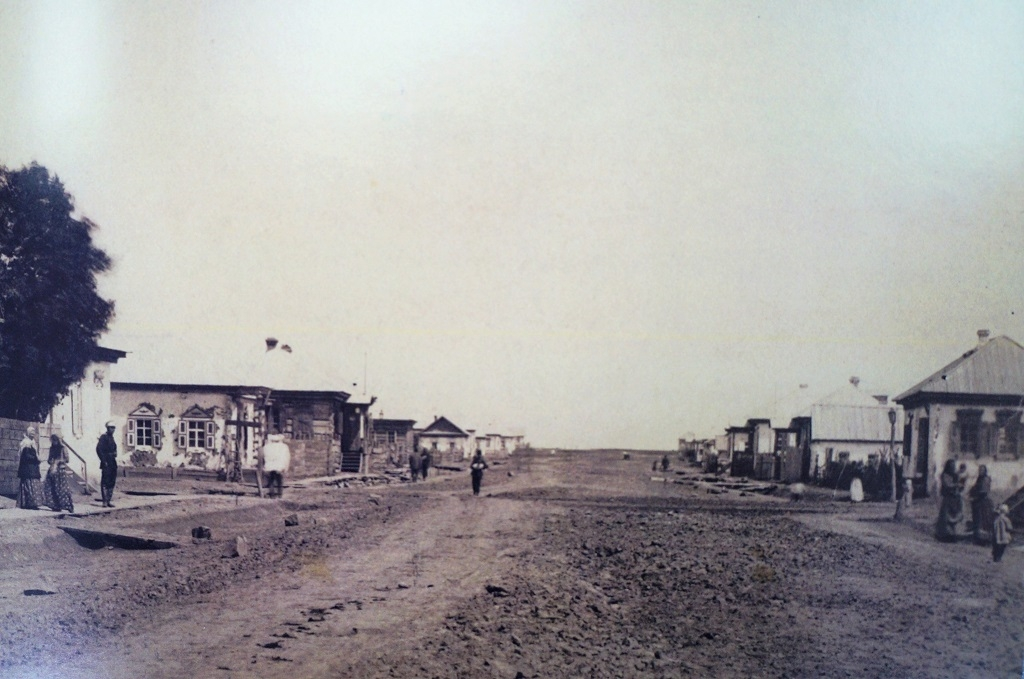
Окраина Никольского. 1890-е.
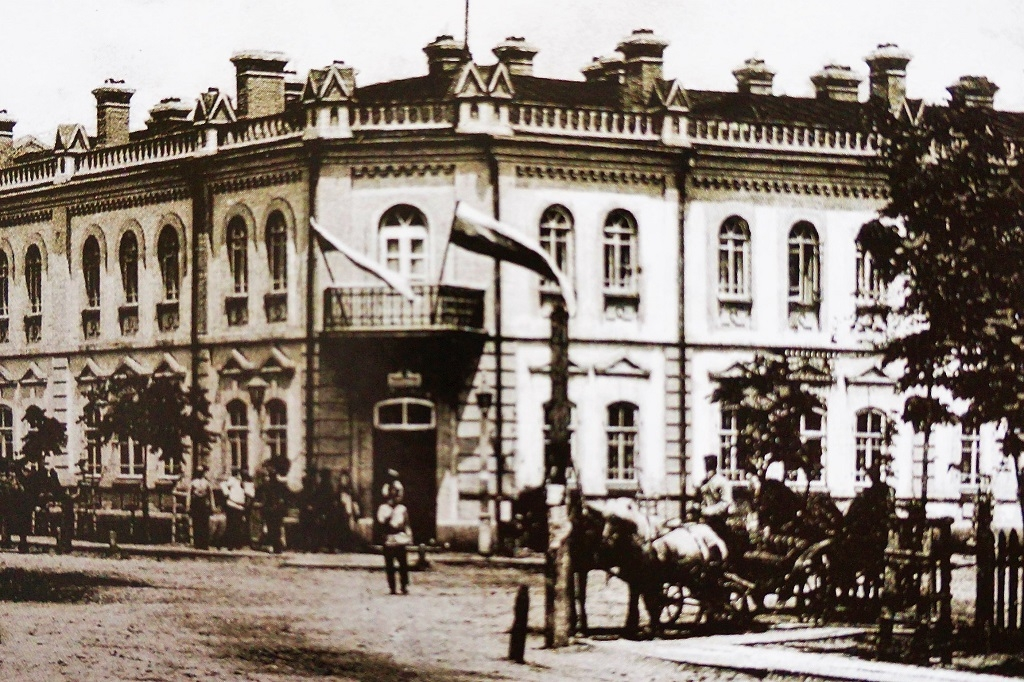
Почтово-телеграфная контора.
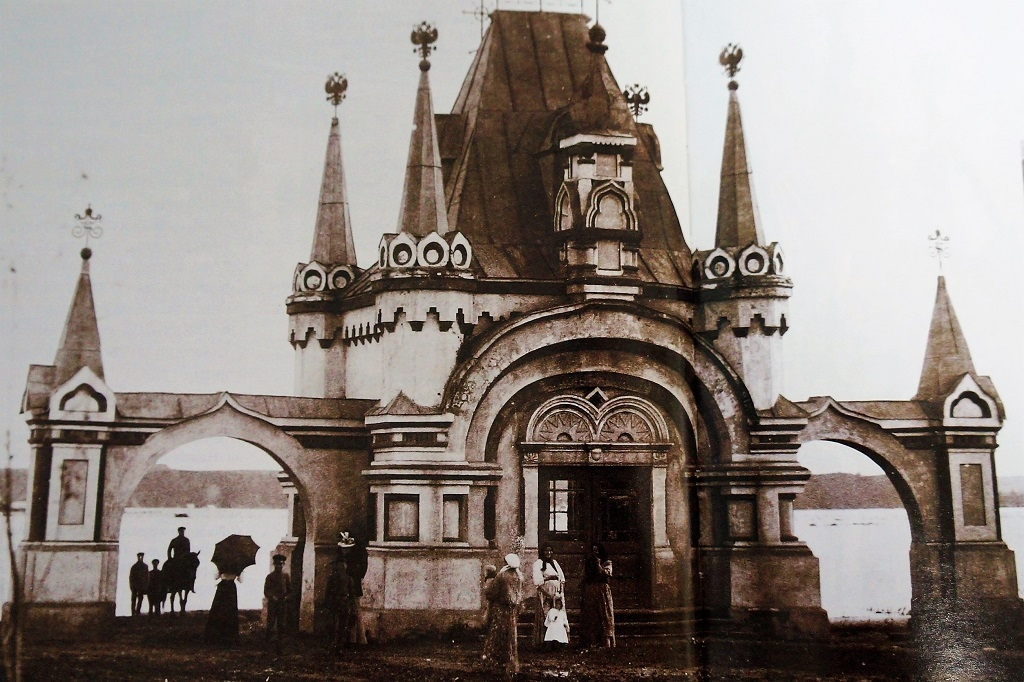
Часовня в честь цесаревича. 1891 год.

С постройкой железной дороги резко возрастает приток населения, бурно развиваются отрасли промышленности, связанные с переработкой сельскохозяйственной продукции. Каждое лето на берегах Суйфуна начинают действовать 5 — 7 кирпичных заводов. Возникают первые кирпичные постройки в самом селе. В 1892 году из кирпича построены первые 4 частных дома. В том же году началось возведение первой каменной церкви по проекту капитана Жигалковского, а в 1894 году — строительство Николаевского собора, самого большого в Приморье и Приамурье. В 1890-х годах построены каменные лавки и магазины на Николаевской, Мичуринской и Корсаковской улицах, в том числе здания торговых фирм «Лангелитье», «Кунст и Альберс» и «Чурин и К°». Однако, каменное строительство сдерживалось до преобразования села в город, так как у сельской общины невозможно было приобрести землю в частную собственность, а только взять в аренду.
В 1890-е годы Никольск посетила английская путешественница и писательница Изабелла Бишоп, которая оставила примечательное описание села:

Этот посёлок с 8000 жителей расположен посреди плодородной холмистой степи на берегу реки Сифун. Здесь шесть улиц невообразимой ширины, длиной по полторы версты каждая. В Никольском нигде не увидишь признаков бедности, оно стремительно развивается и богатеет; здесь находится центр торговли зерном, есть большая мельница государственного подрядчика господина Линдхольна. Ещё здесь есть просторная рыночная площадь и базар, а также две церкви. Все это напоминает мне некоторые районы Солт-Лейк-Сити, особенно деревянные, отштукатуренные и побеленные извёсткой дома с крышами из рифлёного железа— Путешественница и писатель Изабелла Бёрд Бишоп.

### 1898—1917. Город Никольск-Уссурийский
В 1898 году село Никольское преобразовано в город. Одним из первых изменений в градостроении стало введение должности городского архитектора. Поскольку найти архитектора для молодого дальневосточного города оказалось сложно, местные власти обратились за помощью к военным инженерам. Таким образом, первым городским архитектором стал капитан Южно-Уссурийской инженерной дистанции Дмитрий Владимирович Шебалин. Жители Никольского «совершенно не желали признавать существования строительного устава и строились так, как им нравилось», в результате чего построена масса домов без всяких правил и чрезвычайно опасных в пожарном отношении. В обязанности главного архитектора вошёл надзор за выполнением норм строительства.
9 февраля 1900 года утверждён План проектного расположения г. Никольска-Уссурийского Приморской области. В плане указывалось, что город разделяется речкой Раковкой на две части: западную (существующую) и восточную (проектируемую). В западной части располагались градообразующие объекты: церковная площадь с Николаевским собором (участок, образованный пересечением улиц Унтербергеровской, Хабаровской, Занадворовской и Корсаковской), никольский базар (квартал между Хабаровской, Мичуринской, Корсаковской и Назаренковской) сенная площадь (между Барановской, Муравьёвской, Духовской и Матюнинской) и китайский базар (между Японской, Унтербергеровской, Астраханской и бульварной). В восточной части располагалась железнодорожная станция Никольское, с группой зданий больших мастерских и жилых домов служащих.

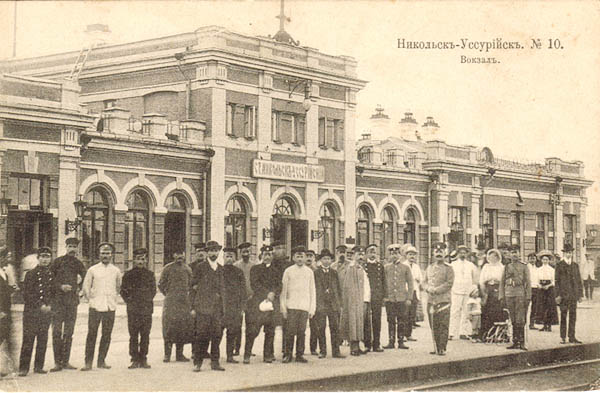
Фотография вокзала станции Уссурийск, до 1917 года.
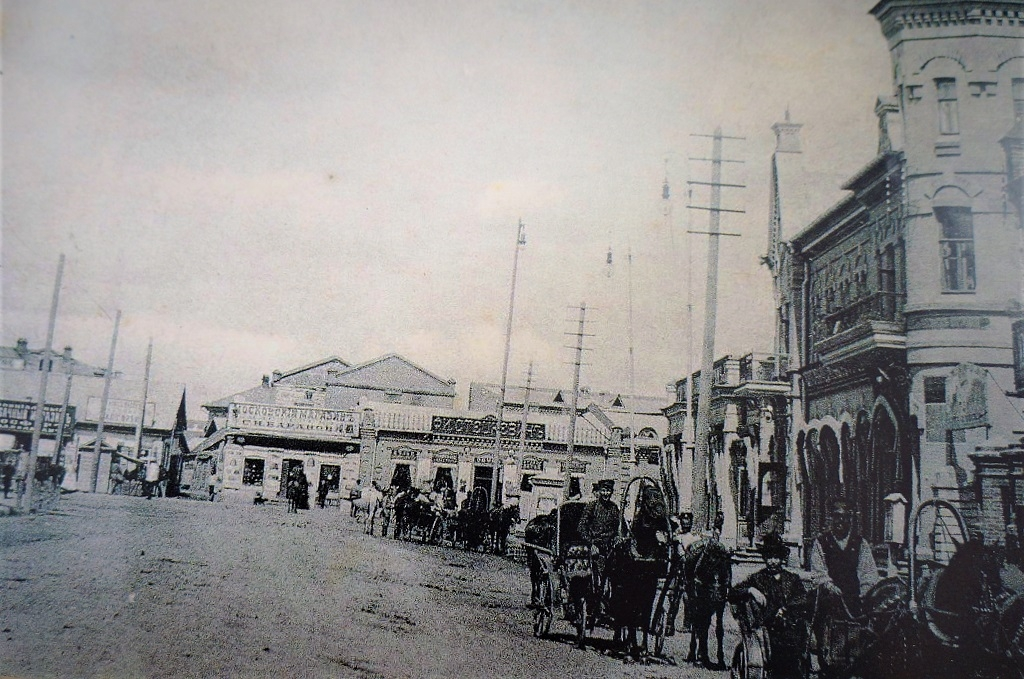
Мичуринская улица в 1910-е годы.
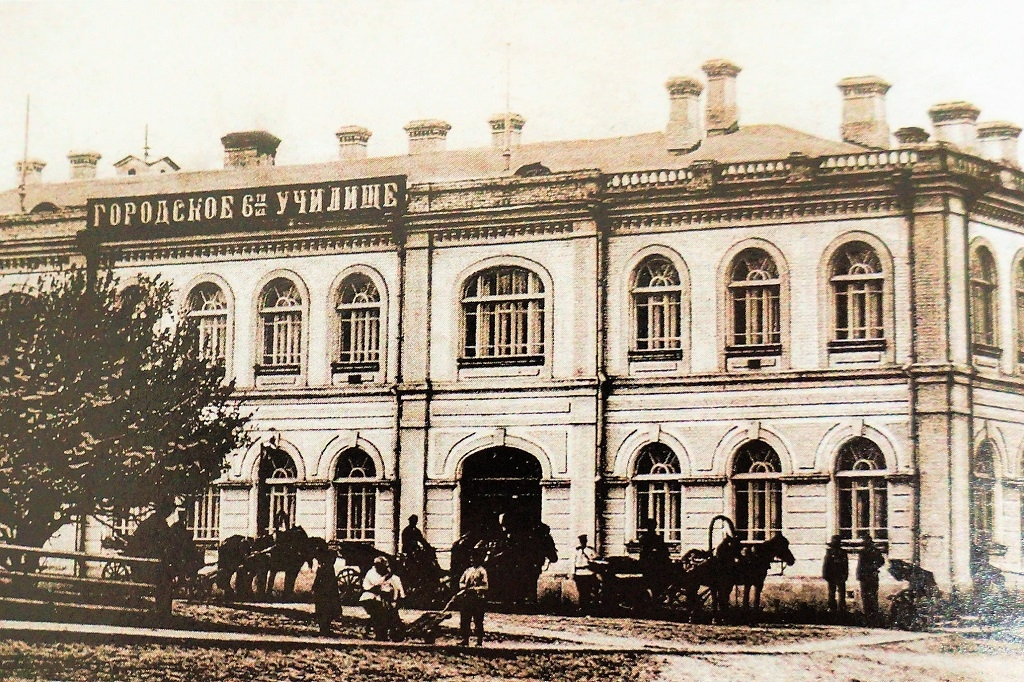
Городское училище. 1900-е годы.

В 1900 году завершилось строительство главной достопримечательности города — величественного Николаевского собора, построенного по проекту военного инженера Жигалковского. Собор стал играть роль главной архитектурной доминанты города. На Пушкинской улице возникла вторая по значению доминанта — большой католический костел в неоготическом стиле. Новые акценты в застройку вносили: кирпичная кладбищенская церковь, деревянная железнодорожная церковь в слободке, деревянная церковь в военном городке. Сегодня все они утрачены, за исключением сохранившейся Свято-Покровской церкви (1914—1916).
В течение 1900—1910-х годов формировался архитектурный ансамбль исторического центра города, в границах улиц Бульварной, Николаевской и Занадворовской. С 1906 года в городе начался строительный бум (так называемая «кирпичная горячка» 1906—1913 годов), связанный с необычайной дешевизной кирпича и рабочей силы. Появившиеся в эти годы кирпичные заводы могли давать до 10-15 тысяч кирпичей в сутки. Среди них можно отметить большой завод Никлевича, построенный в 1910 году близ Никольск-Уссурийского. Многие здания строили китайские подрядчики. В 1908—1910 годах застроена двухэтажными зданиями престижная Мичуринская улица. Здесь располагались банки, магазины, гостиницы и доходные дома. В эти же годы построено новое здание железнодорожного вокзала, которое вмещало большой ресторан и отличалось роскошной отделкой.

### Советский период
С конца 1920-х годов в Никольск-Уссурийском стало разворачиваться строительство многоэтажных секционных зданий, направленное на обеспечение горожан жильём. Среди него можно отметить застройку проспекта Блюхера (Железнодорожного проспекта); застройку жилыми домами по улицам Вострецова, Ленинградской, Горького, Пушкина, Агеева и Плеханова. Эти здания строились с использованием новейших строительных технологий: каркасов, железобетона, перекрытий. В 1930-х наиболее выделялось в застройке здание так называемого «генеральского дома», строившееся для семей офицеров. Это единственное здание города, занимающее целый квартал.
В 1937 году в институте Мосгипрогор разработана схема генплана города Уссурийска, которая была одобрена областным и краевым исполкомами Советов народных депутатов. В схеме предполагалось создать новый культурно-административный центр города, расположенный на улице Некрасова, которая прорезала городскую территорию с юга на север. В 1938 году по проекту схемы генплана началось возведение Дома Советов.

## Архитектурные стили

### Дореволюционная эклектика

#### Кирпичная эклектика

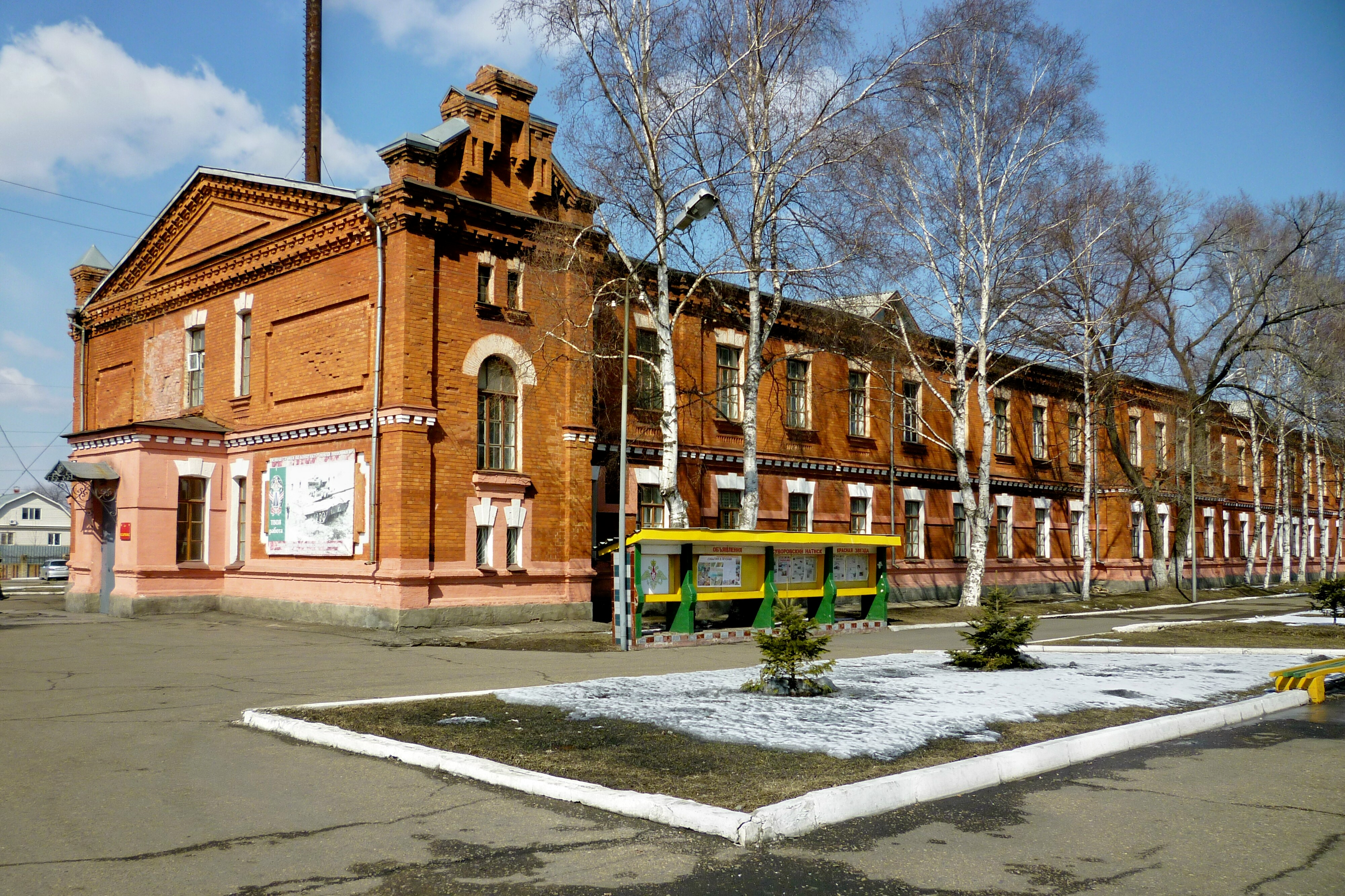
Здание казармы, где был сформирован первый батальон приморской красной армии

Большинство поселений Дальнего Востока основывались, как военные поселения. Гарнизоны и гражданские кварталы существовали автономно, так как в 1844 году вышел специальный указ, регламентировавший планировку пограничных поселений, требовавший соблюдения «обязательных разрывов между крепостью и обывательскими домами» минимум в 600 сажень. Село Никольское не основано как военный пост, но в нём было расквартировано более половины воинских частей всего края. Для города чрезвычайно характерна гарнизонная архитектура, распространённая в военном городке и фасадной застройке крупнейших городских магистралей. Для стиля характерно использование красного кирпича, как основного строительного материала, прямоугольный, одно-двух, реже трёхэтажный объём, боковые части которого фланкировались выступающими ризалитами с прямоугольными фронтонами.
В Уссурийске сохранились целые кварталы, застроенные в конце XIX века военным ведомством. Военное поселение в городе возникло в 1870-х годах, а с 1902 года в нём началось серийное строительство двухэтажных казарм и продолжалось до 1916 года. Почти весь ансамбль военного городка сохранился до наших дней, особенно в границах улиц Лермонтова, Афанасьева и Карбышева. Хорошо сохранился ансамбль военного госпиталя, занимающий весь квартал по нечётной стороне от начала улицы Карбышева до пересечения с улицей Хмельницкого. Первые кирпичные постройки появились здесь в 1897 году. К 1905 году сложился ансамбль из 12 кирпичных одноэтажных зданий и сад с фонтаном.
Кирпичный стиль, как вариант рационализма школы А. К. Красовского, господствовал и в гражданской архитектуре российской провинции конца XIX века, так как предполагал очень дешёвое строительство. Образцами сухого рационализма в Уссурийске могут служить каменные лавки, построенные по проекту Д. В. Шебалина (1903), аптека Эйнера (1903), дом Г. О. Рутковского, дом Швидченко, гостиница В. Н. Козлова (1908), здание торгового дома братьев Кузнецовых, дом Г. В. Сисюлина, здание начального училища.

#### Русский стиль

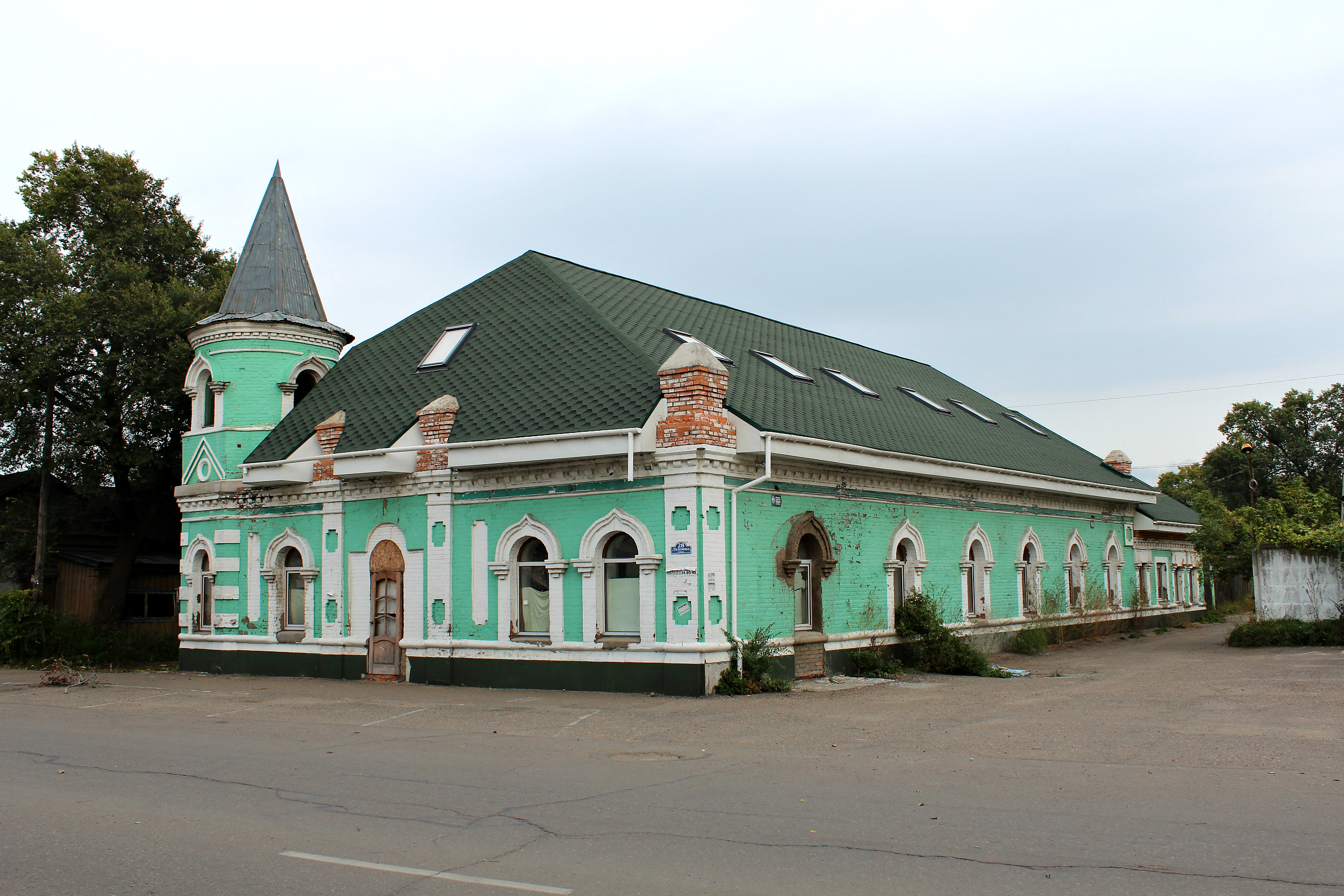
улица Ленина,28
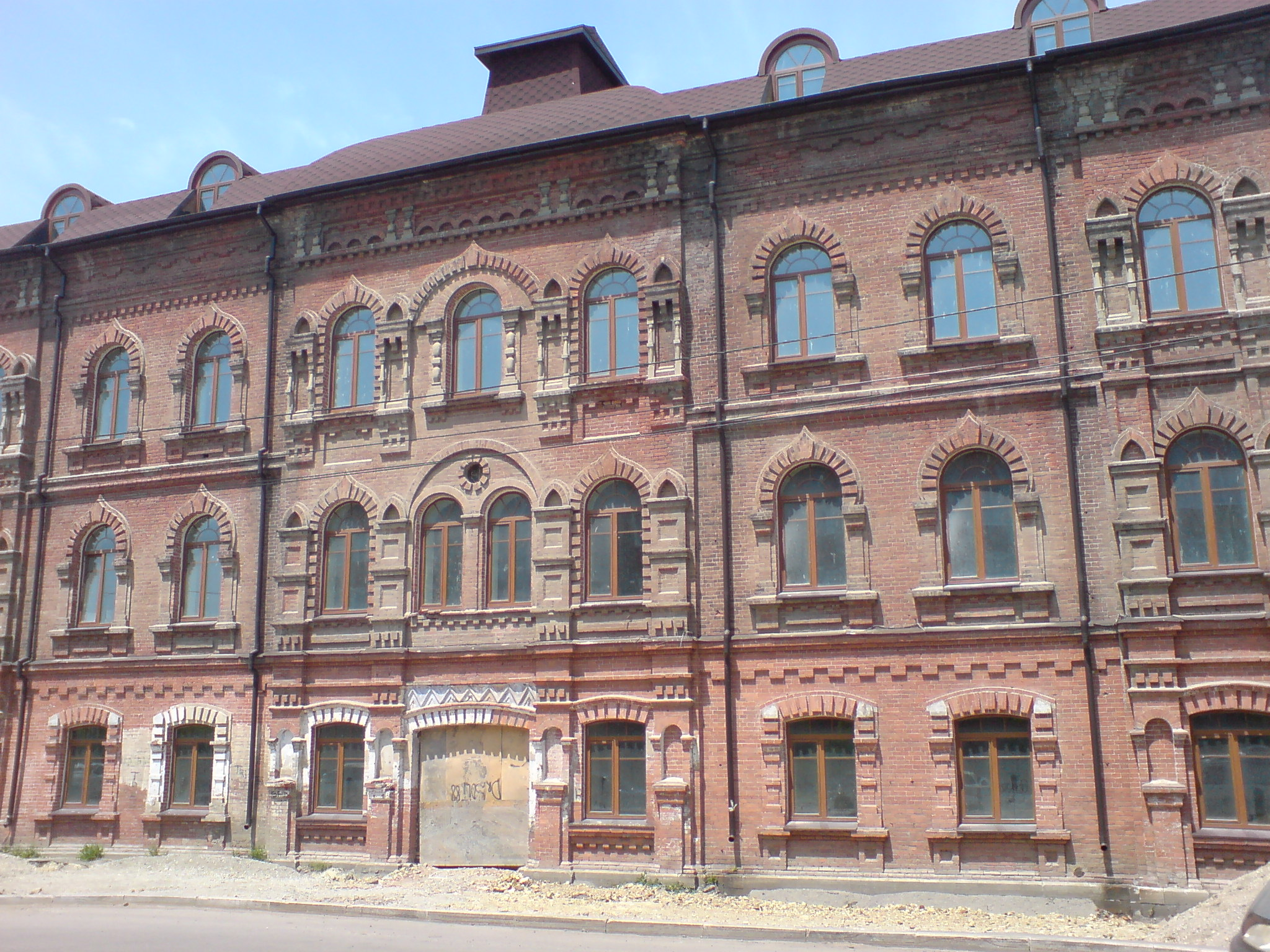
Здание бывшего ремесленного училища
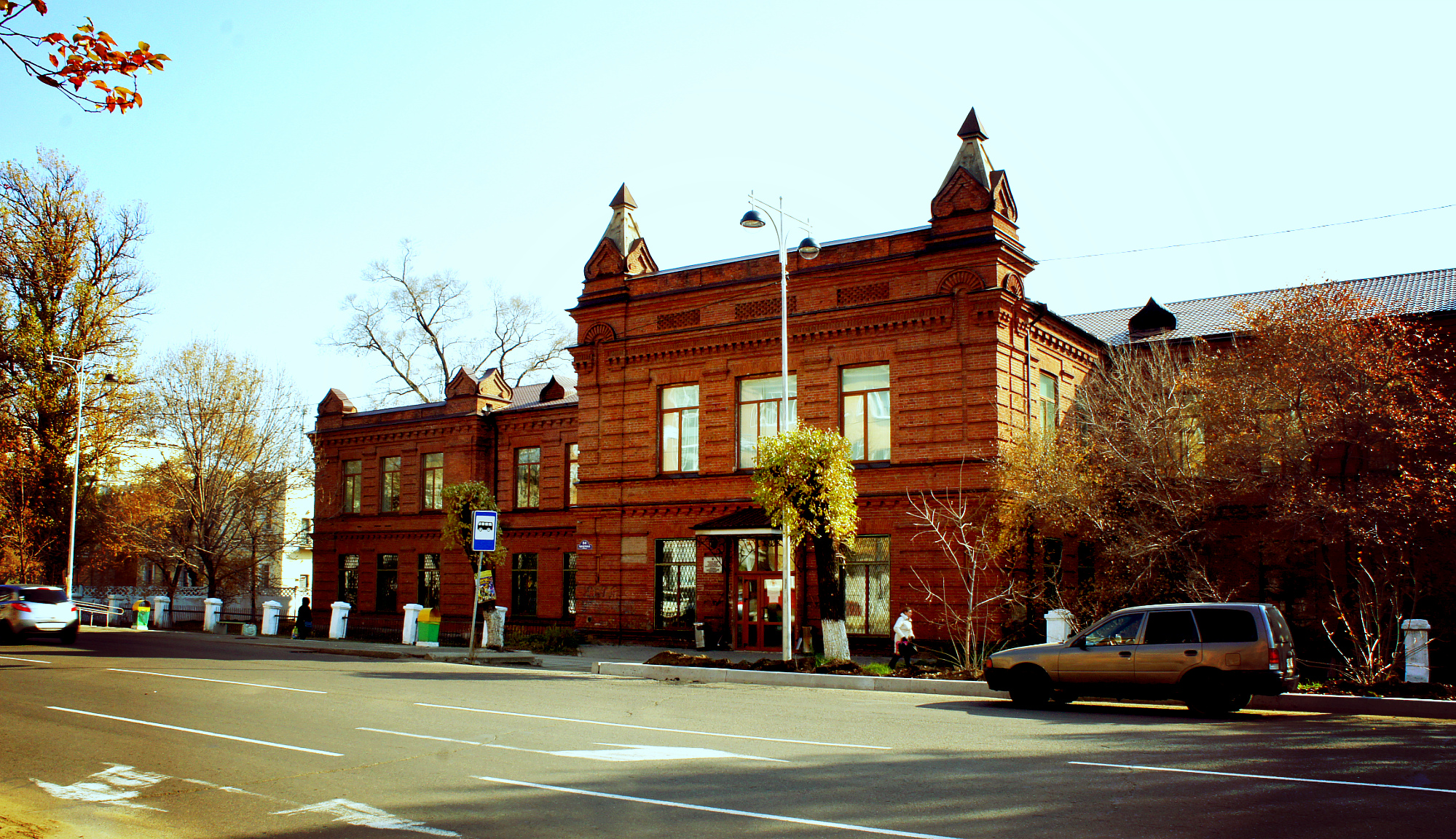
Женская гимназия, улица Чичерина, 54

Русский стиль возник в 1830—1840-х годах под влиянием течения историзма, — роста интереса к истории России и следования имперской официальной концепции народности Николая I, императора в 1825—1855 годах. Развитие русского стиля на Дальнем Востоке обусловлено несколькими факторами: он выступал, как средство патриотической пропаганды в преддверии колониальных войн, был культурным символом патриотизма, напоминая о «русских корнях» переселенческого движения, символом постоянной связи с «внутренней» Россией.
Многие дома в Уссурийске включают элементы этого стиля архитектуры. Можно легко опознать такие признаки стиля как ярусные башни с шатрами и килевидные наличники на зданиях гостиницы Чулкова, монастырского подворья, церковно-приходской школы (1896) и женской гимназии. В русском стиле выстроена арка-часовня в начале Николаевской улицы, ныне утраченная. Среди гражданских построек самый богатый декор в русском стиле имеют ремесленное училище (1903) и доходный дом на Духовской (1910-е). Зачастую элементы русского стиля были смешаны с мотивами неоклассицизма. К примерам такого смешения можно отнести женское училище Благотворительного общества (1908), здание городской управы, дом В. П. Пьянкова (1910), магазин Д. П. Рябоконя, магазин Н. П. Хоменко и торговые ряды на Тимирязева.

#### Дальневосточная готика

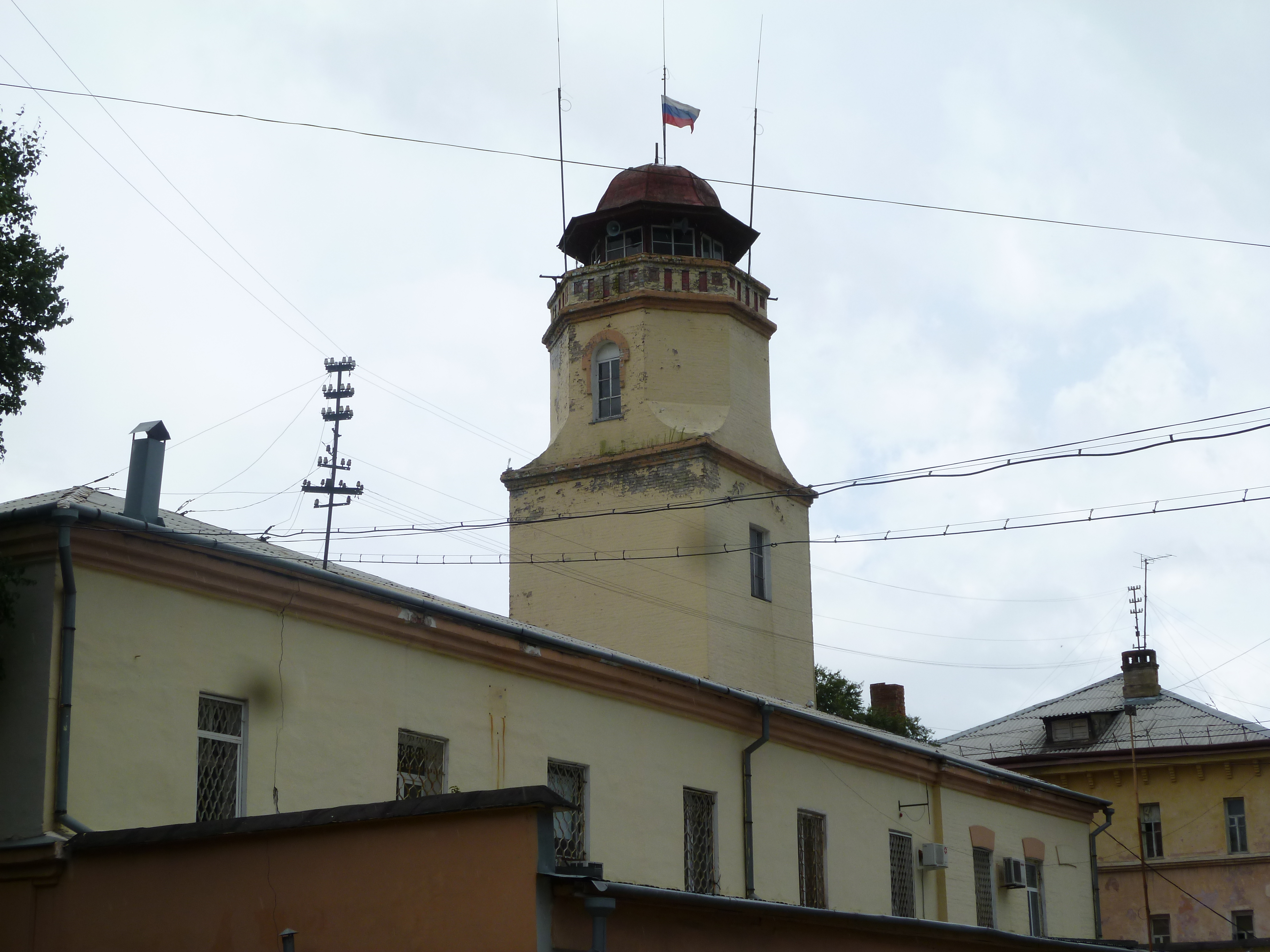
Здание пожарной каланчи

Элементы дальневосточной псевдоготики можно спутать с элементами русского стиля из-за совпадений декоративных мотивов, обусловленных формой и фактурой кирпича. В некоторых случаях такое смешение сделано намерено, как то: оформление здания управления 1-й артбригады (1907) и здания военного госпиталя. При этом, в основном, элементы готического декора были атрибутом военного ведомства, а элементы русского стиля вносили оттенок народности. Готические элементы в строениях Уссурийска ощущаются в оформлении пожарной каланчи (1914) и здании электростанции (1909).

#### Дальневосточный классицизм
Исследователями отмечается отсутствие на Дальнем Востоке классической ордерной архитектуры, присущей поселениям европейской части страны, однако в Приморском крае сформировалась своя разновидность ордерной архитектуры. На Дальнем Востоке представлено множество её подвидов: дальневосточный неоампир, неогреческий стиль, коммерческое барокко, романтическое барокко, стиль Третьей империи[уточнить], неоренессанс и др..
В Уссурийске в зданиях казённого характера рационализм обычно сочетался с элементами классицистского декора: руст первого этажа, рустованные лопатки, полуциркулярные и дужковые архивольты с замком, лучковые и треугольные фронтоны окон. Всё это придавало зданиям некоторую официальность. Примерами неоклассицизма в застройке города могут служить почтово-телеграфная контора, здание Общества взаимного кредита, здание Управления воинского начальника, городская больница, здание шестиклассного училища, здания Железнодорожного собрания и железнодорожного вокзала. Единственное в городе здание — Сибирский Торговый банк — исполнено в стиле северо-германского барокко.

### Модерн
Модерн в застройке Уссурийска появляется сравнительно поздно. Первым строением в этом стиле стало здание Народного дома братьев Пьянковых (1906—1907, арх. Д. В. Шебалин). По соседству с Народным домом по проекту архитектора Д. В. Виноградова построено здание реального училища (1909—1912). Здание имеет обильный и сложный декор в стиле модерн.
Оригинальную художественную композицию имеет здание доходного дома С. К. Гурского, предположительно построенное по проекту Георгия Юнгхенделя (1913—1914). Рядом с доходным домом расположилось прямоугольное в плане здание мужской гимназии (1913—1914), схожее по декоративному оформлению с соседним строением.
Живописным обликом модерна отличается здание типографии и редакции газеты «Уссурийская окраина», которое в течение ряда лет достраивалось и надстраивалось. Окончательный вид и декор в стиле модерн здание приобрело в 1910-х годах, когда было оштукатурено, а первый этаж — облицован шлакобетоном и рустован.

Частный особняк П. Н. Кравецкого спроектирован под влиянием знаменитых построек московского архитектора в стиле модерн Льва Николаевича Кекушева. 

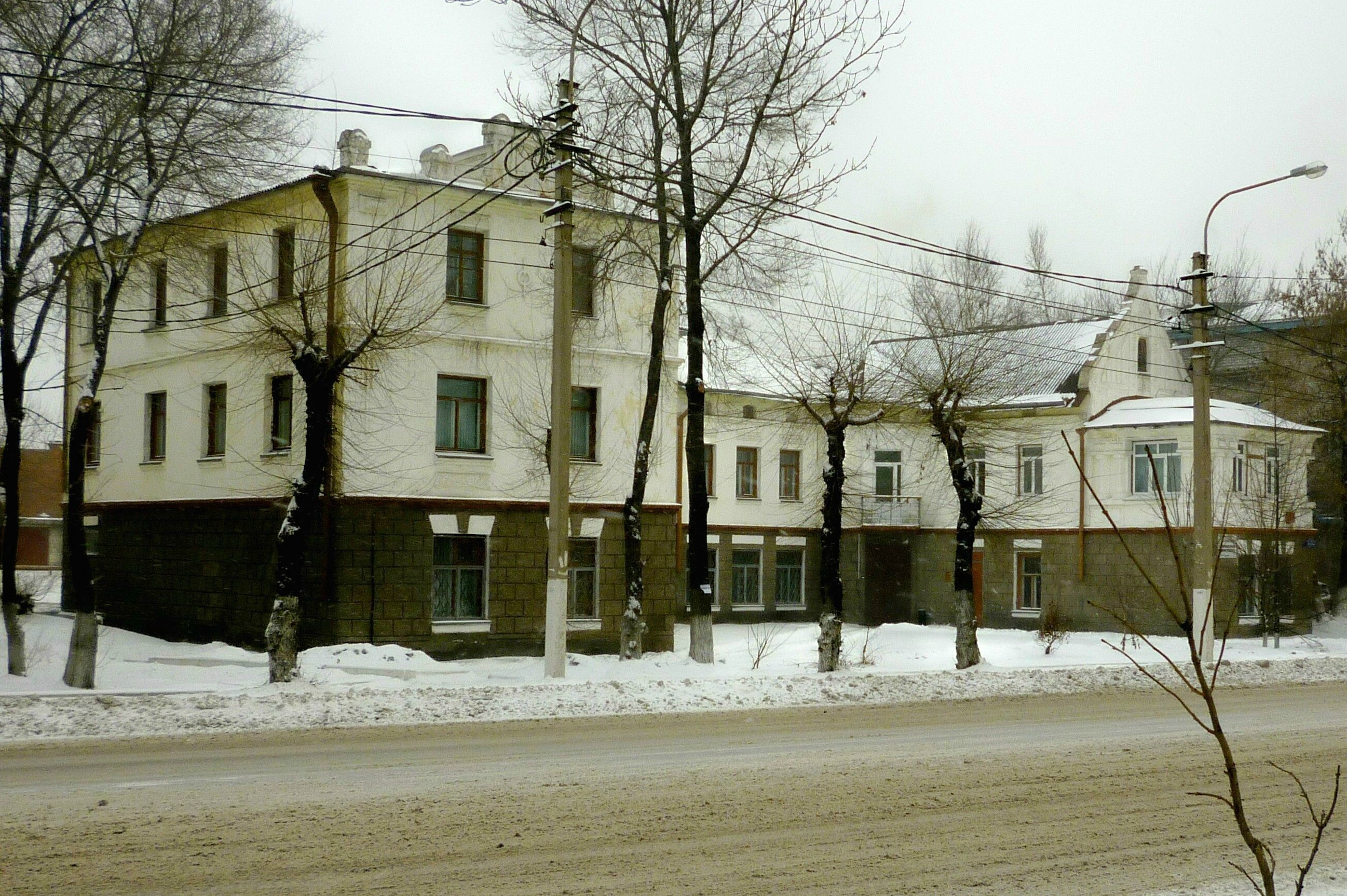
Здание типографии и редакции газеты "Уссурийская окраина". улица Агеева, 75
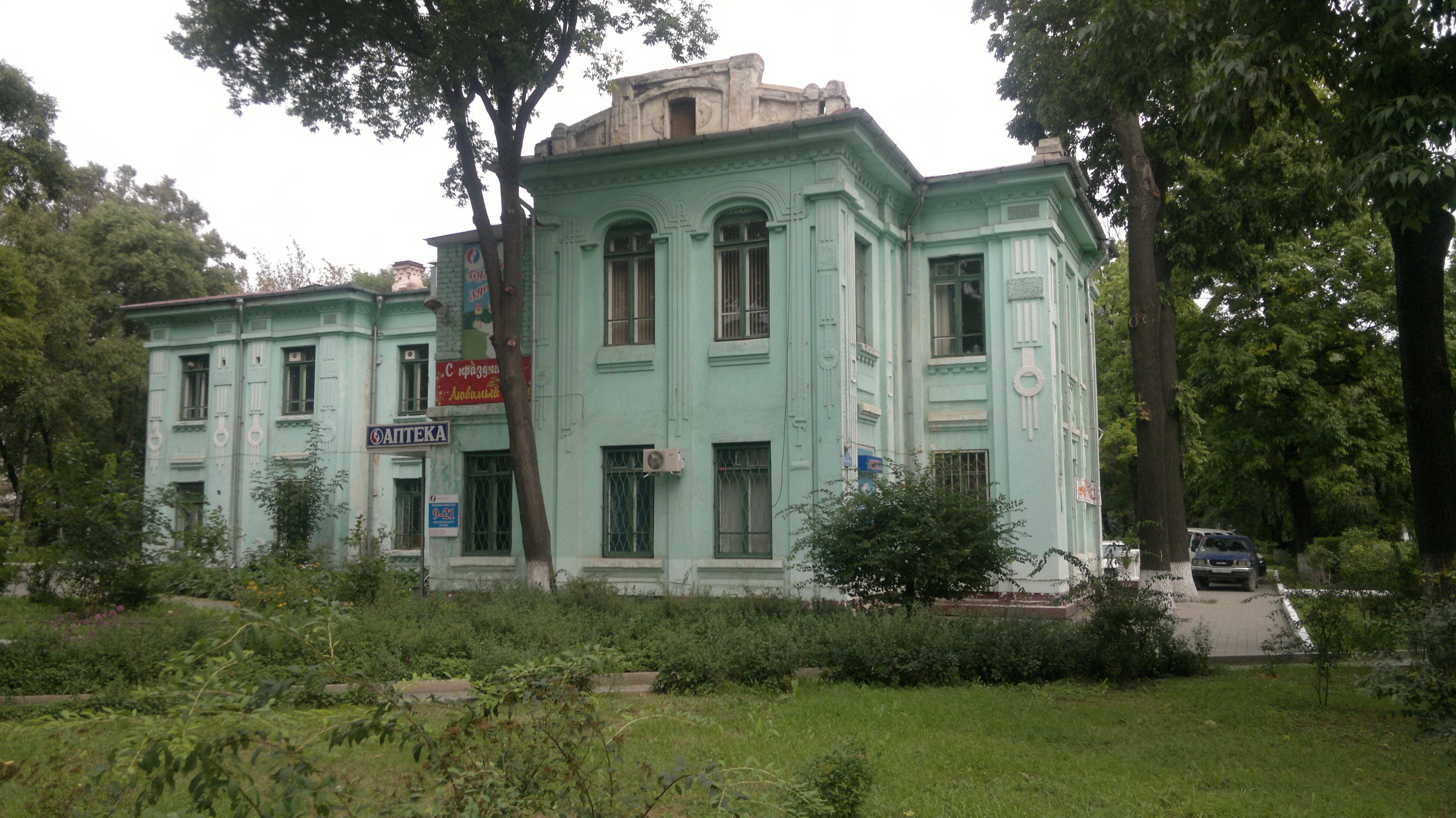
Бывший особняк В.П.Заворотынского
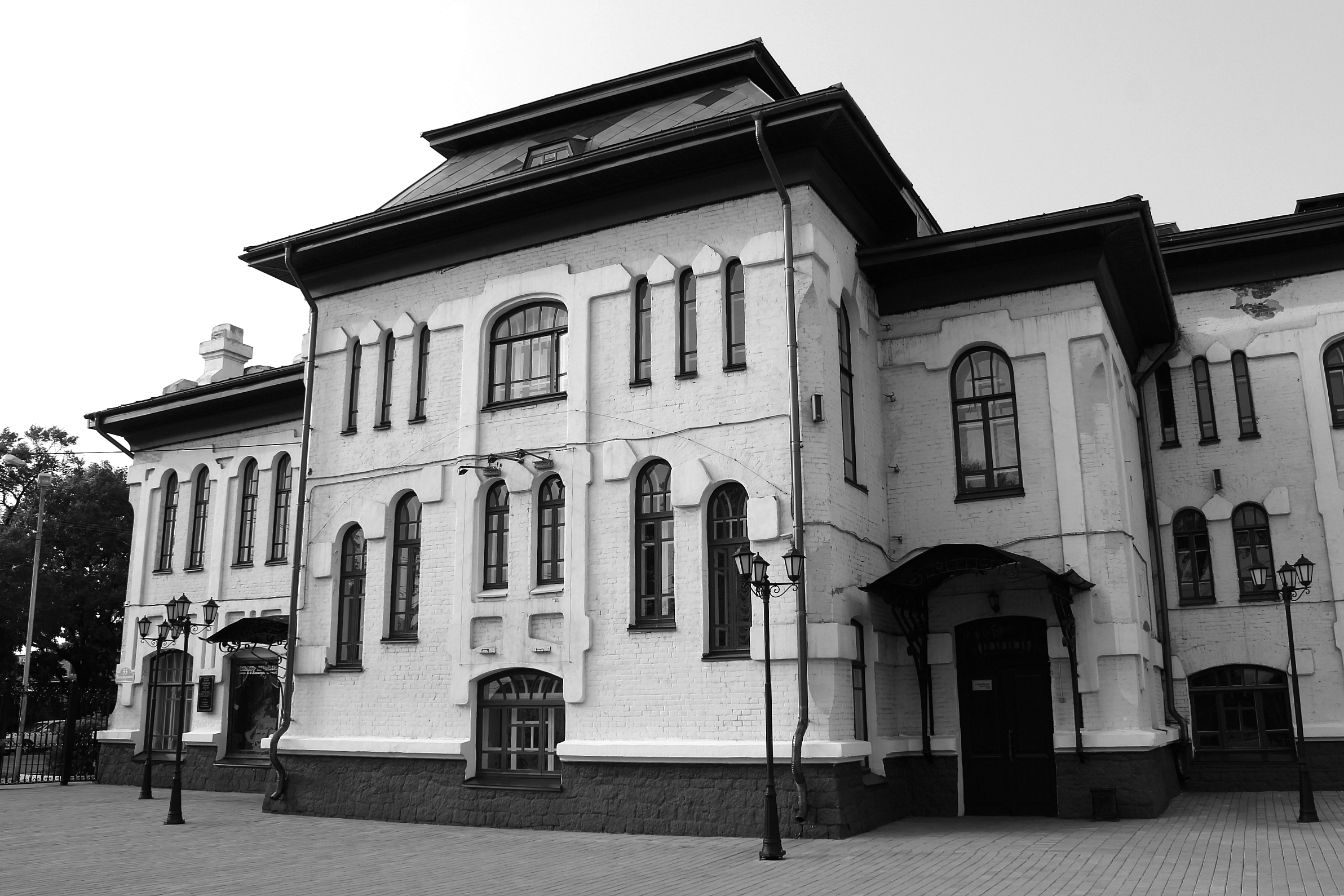
улица Володарского,33

### Советский монументализм
Архитектуру 1930-х годов, периода Великой Отечественной войны и послевоенных лет принято называть «сталинской» или «тоталитарной». Историки выделяют в ней черты классицизма, ампира и барокко. Для неё характерна ансамблевая застройка, синтез архитектуры, скульптуры и живописи, разработка традиций русского классицизма, использование классических ордеров, барельефов, мрамора, бронзы и лепнины.
Город Никольск-Уссурийский, переименованный в Ворошилов, при советской власти оставался, как и до революции, ставкой штаба округа. По этой причине, в городе наиболее интересным с художественной точки зрения стала вариация сталинского монументализма в виде пилонной архитектуры силового ведомства. Наиболее яркий её пример — здание ДОРА, которое представляет собой типичное паллацио с наложением двухъярусных галерей.

## Известные архитекторы
В свёрнутом блоке указаны имена известных архитекторов, участвовавших в создании зданий Уссурийска, их годы жизни и основные работы. К сожалению, большинство имен, особенно ранних дореволюционных авторов, утрачены.
- Симеон Матвеевич Клименко (н.д.): здание бывшей городской управы (Пушкина, 34)[19].
- Самуил Осипович Бер (1854—1905): здание ремесленного училища (Плеханова, 31)[19].
- Вацлав Игнатьевич Жигалковский (1859—н.д.): Николаевский собор (не сохранился), кладбищенская церковь (не сохранилась)[20].
- Дмитрий Владимирович Шебалин (1860—н.д.): здание Никольск-Уссурийского народного дома братьев Пьянковых (Володарского, 33), здание женской гимназии (Чичерина, 52), здание шестиклассного училища (Пушкина, 77), каменные торговые лавки (Тимирязевская, 58 и 60), женское училище Благотворительного общества (Советская, 55), административное здание Никольск-уссурийского отделения «Торгового дома И. Я. Чурин и К°» (Октябрьская, 75), торговые ряды (Калинина, 51, лит. А)[15].
- Алексей Андреевич Виноградов (1869—н.д.): здание реального училища (Горького, 18)[15].
- Владимир Антонович Плансон (1871—1950): магазин торговой фирмы «Кунст и Альберс» (Калинина, 52), здание Железнодорожного собрания (Блюхера, 15), Железнодорожный вокзал (Вокзальная площадь, 2)[21].
- Георгий Романович Юнгхендель (1874—н.д.): доходный дом С. К. Гурского (Пушкина, 35), здание мужской гимназии (Некрасова, 82)[15].

## Выдающиеся архитектурные объекты

### Архитектурные ансамбли
- Ансамбль застройки Никольск-Уссурийской крепости, кон. XIX — нач. XX в.
- Ансамбль застройки общественно-торгового центра, кон. XIX — нач. XX в.
- Ансамбль застройки проспекта Блюхера, начало XX в.
- Ансамбль жилой застройки территории военного ведомства, начало XX в.
- Архитектурный ансамбль Южно-Уссурийского Рождественно-Богородицкого женского монастыря, 1900—1901
- Ансамбль застройки Никольск-Уссурийского гарнизонного госпиталя, 1883—1914

### Архитектурные памятники
В свёрнутом списке упомянуты наиболее выдающиеся памятники архитектуры, построенные в Уссурийске за три века. Список представлен в приблизительной хронологической последовательности, в случае нескольких этапов строительства — по времени наиболее значительной перестройки. За основу взят перечень архитектурных памятников из списка памятников архитектуры федерального и регионального значения Уссурийского городского округа.
 
- Здание табачной фабрики, кон. XIX в.
- Здание Никольск-Уссурийской почтово-телеграфной конторы, кон. XIX в.
- Здание китайского магазина экзотических товаров (дом Пышкова), кон. XIX в.
- Дом сельского старосты М. И. Галичева, 1872
- Гостиница «Никольск-Уссурийск», 1880
- Здание церковно-приходской школы, 1883
- Здание торгового дома Н. П. Хоменко, 1889
- Торговый дом «Чурин и К°», 1890
- Здание Никольск-Уссурийской женской гимназии, 1892
- Здание железнодорожной станции Кетрицево, 1891—1893
- Вагоноремонтное депо станции Уссурийск, 1896
- Здание Китайского театра, нач. XX в.
- Гостиница «Гранд-Отель», нач. XX в.
- Здание городского шестиклассного училища, 1900
- Жилой особняк военного ведомства (дом генерала), 1903
- Здание частной женской гимназии, 1904
- Здание Никольск-Уссурийского народного дома братьев Пьянковых, 1907
- Кинотеатр «Гранд-Иллюзион», 1908
- Здание первой городской электростанции, 1909
- Здание железнодорожного вокзала, 1908—1910
- Доходный дом Н. П. Лисовского, 1910
- Особняк В. П. Заворотынского, 1910
- Здание Никольск-Уссурийской мужской прогимназии, 1910
- Здание Никольск-Уссурийского коммерческого собрания, 1911
- Пожарная каланча Никольск-Уссурийской пожарной команды, 1914
- Здание Никольск-Уссурийского отделения фирмы «Торговый дом И. Я. Чурин и К°», 1914
- Здание старейшего ремесленного училища города, 1914
- Свято-Покровский храм, 1914
- Здание типографии и редакции газеты «Уссурийская окраина», 1901—1917
- Жилой особняк, 1920
- Здание Южно-Уссурийского воинского присутствия и Никольск-Уссурийского полицейского управления, 1909, 1923
- Гостиница Верховного командования, 1928
- Здание Южно-Уссурийского отделения Русского географического общества, кон. XIX в., 1918—1930
- Здание РОВД, 1936
- Дом Советов, 1938
- Гостиница «Уссури», 1938
- Здание штаба армии, 1936—1939
- Общественное здание, 1947
- Дом офицеров советской армии, 1950—1953
- Кинотеатр «Россия», 1959